# Rudolf Kirchschläger
Rudolf Kirchschläger (Niederkappel, 20 marzo 1915 – Vienna, 30 marzo 2000) è stato un diplomatico e politico austriaco.
Fu Presidente federale dell'Austria dal 1974 al 1986.

## Biografia

### Educazione e primi anni
Nato a Niederkappel, Alta Austria, Kirschläger rimasto orfano all'età di 11 anni. Diplomatosi con lode alla scuola superiore a Horn nel 1935 iniziò a studiare legge all'Università di Vienna. Tuttavia, dopo l'Anschluss dell'Austria, nel 1938, dovette abbandonare gli studi. Senza entrare nel NSDAP, cosa che si rifiutò di fare, la sua borsa di studio venne revocata e Kirchschläger non poté più finanziare i suoi studi. Allora Kirchschläger lavorò come impiegato di banca fino al 1938, quando venne destinato al servizio nella fanteria della Wehrmacht, nell'estate del 1939. Kirchschläger combatté come soldato fin dall'inizio della guerra, prima durante l'invasione della Polonia, poi di nuovo sul fronte occidentale e dopo il 1941 contro la Russia sul fronte orientale.
Alla fine del 1940 ottenne l'autorizzazione a lasciare il fronte per preparare l'esame finale (Staatsexamen) dei suoi studi di legge. La leggenda vuole che lavorava fino a 20 ore al giorno, mantenendosi sveglio con grandi quantità di miele. Successivamente superò gli esami e si laureò in iuris dottore.
Tuttavia, venne rispedito immediatamente al fronte orientale, dove fu ferito nel 1942. Verso la fine della guerra, era capitano e ufficiale-preparatore presso l'Accademia militare Teresiana di Wiener Neustadt nella regione di Vienna. All'inizio di aprile 1945, al comando di una compagnia di cadetti, nel combattere le truppe sovietiche che si avvicinavano, fu gravemente ferito alla gamba, una ferita dalla quale non si sarebbe mai ripreso completamente. La rivista profil riportò questo avvenimento nella sua edizione del 21 aprile 2005 dove vennero uccisi, in poche ore, 200 cadetti e feriti diverse centinaia, tra cui lui.

### Dopo la Seconda guerra mondiale

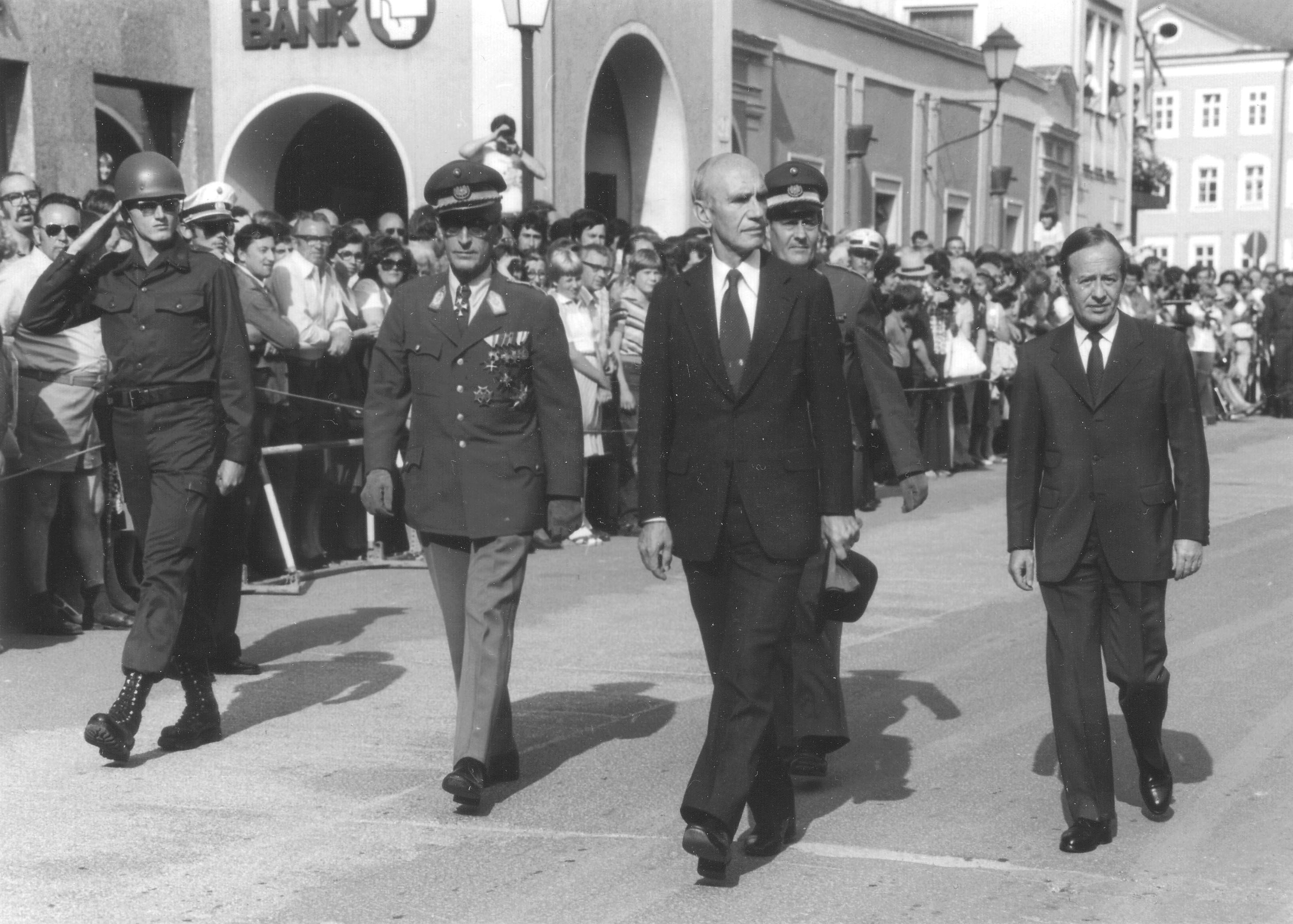
Il Presidente Kirchschläger accompagnato da alti ufficiali e dal Governatore della provincia di Salisburgo, Wilfried Haslauer (a destra) durante la rassegna della guardia d'onore. Piazza della Residenza, Salisburgo.

Dopo la guerra Kirchschläger lavorò come giudice distrettuale fino al 1954 a Langenlois e poi a Vienna. Nel 1954 ebbe la possibilità di lavorare presso il Ministero degli Affari Esteri come esperto legale, anche se non parlava nessuna lingua straniera. Al fine di prendere parte ai negoziati sul Trattato di Stato austriaco imparò da solo l'inglese in pochi mesi. 
Nel 1956 entrò nel corpo diplomatico, quindi fu capo di gabinetto del ministro degli Esteri Bruno Kreisky e Toncic-Sorinj.
Dal 1967 al 1970 fu ambasciatore a Praga. Nonostante gli ordini di non farlo emise visti di uscita ai cittadini cechi che cercavano di fuggire dai comunisti durante l'invasione sovietica della Cecoslovacchia in seguito alla Primavera di Praga.
Diplomatico di carriera, estraneo ai partiti politici, fu scelto dal Cancelliere federale Kreisky come ministro federale degli Esteri nel governo socialdemocratico di minoranza (1970-1974).
Il 23 giugno 1974 vinse le elezioni presidenziali come candidato della SPÖ battendo il candidato del ÖVP, Alois Lugger.
In una conferenza programmatica dell'Università di Innsbruck nel febbraio del 1971 ha delineato la sua comprensione di una "politica estera etica". La sua integrità come Presidente federale e la sua diligenza nell'esercizio del suo ufficio lo innalzò a una figura ammirata e amata nella politica austriaca. Nel 1980 fu eletto per un secondo mandato con un tasso di preferenza dell'80%, il tasso più alto mai ottenuto in qualsiasi elezione presidenziale. Nel febbraio 1984, Kirchschläger fece la prima visita di stato di un presidente austriaco negli Stati Uniti.

### Morte
Rudolf Kirchschläger morì nel 2000 nei pressi di Vienna, all'età di 85 anni, per un attacco cardiaco.

## Vita privata
Fu sposato con Herma Sorger (15 maggio 1916, Vienna - 30 maggio 2009, Vienna) dal 1940 fino alla sua morte. La coppia ebbe due figli: Christa (1944) e Walter (1947),, noto per essere stato fondatore e rettore dell'Università di Lucerna.

## Opere
- Der Friede beginnt im eigenen Haus. Gedanken über Österreich, Vienna, Molden (1980). ISBN 3-217-01070-1
- Ethik und Außenpolitik, in Hans Köchler (ed.), Philosophie und Politik. Dokumentation eines interdisziplinären Seminars. Innsbruck, Arbeitsgemeinschaft für Wissenschaft und Politik, pp. 69–74 (1973).